# Polaroid Corporation

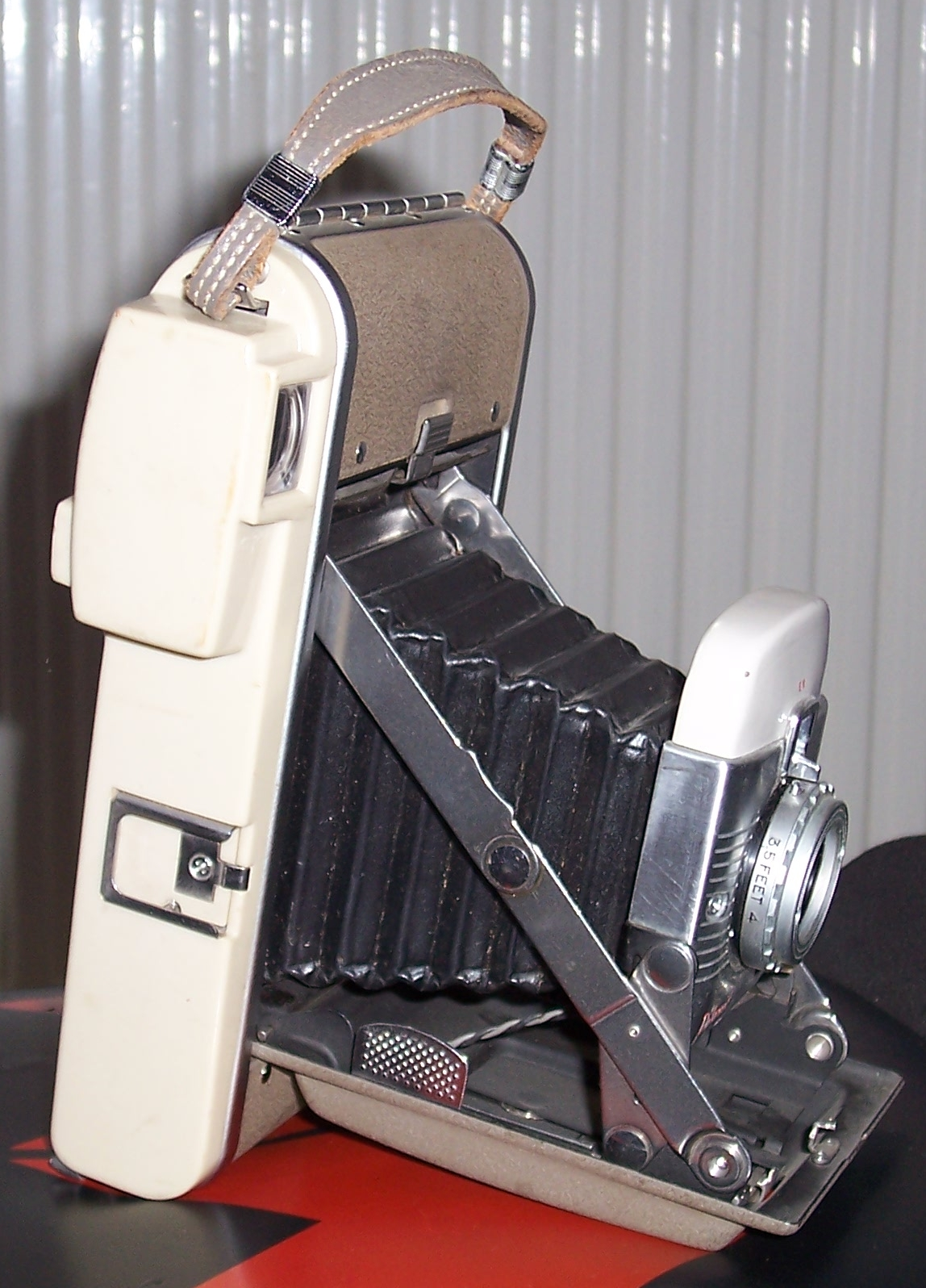
Polaroid 80b Land-camera

Polaroid Corporation is een in fotografie en optische filters gespecialiseerde onderneming die in 1937 werd opgericht in de Verenigde Staten. De huidige eigenaar van het bedrijf is PLR IP Holdings.
De basis voor de onderneming werd gelegd door Edwin Land, die in 1928 het eerste synthetische polarisatiefilter ontwikkelde. De onderneming voerde vrijwel vanaf het begin producten als het polarisatiefilter voor de fotografie, glas voor zonnebrillen en speciale glazen voor microscopische toestellen.
In 1948 wordt de eerste Polaroid Land Camera verkocht. Het bijzondere aan de  polaroidcamera is dat de foto direct ontwikkeld wordt. De gebruiker hoeft dus niet meer te wachten op een ontwikkellaboratorium. In 1960 introduceert Polaroid de eerste camera met een autofocus systeem. Hoewel Polaroid nog meer producten op de markt heeft gebracht, is de polaroidcamera de bekendste.
Onder de huidige producten bevinden zich nog altijd direct-klaar camera's, maar ook digitale camera's, inkjetpapier en fotoprinters.

## Productiestop Polaroid 600 en herintroductie
In februari van 2008 stopte Polaroid definitief met de productie van de Polaroid 600 "films" (cassettes) die vóór die tijd vooral bedoeld waren voor de consumentenmarkt. Onder meer door de opkomst van de digitale camera's – met name vanaf het moment dat deze waren voorzien van een LCD scherm waarop de genomen foto('s) direct terug te zien waren – was er vanuit de consumentenmarkt aanzienlijk minder vraag naar deze cassettes voor de instantcamera's waar deze voor bedoeld waren.
In plaats daarvan verleende het bedrijf licenties aan fabrieken elders om de cassettes/films te fabriceren. In 2009 werd bekend dat liefhebbers de Polaroid-fabriek in Enschede opnieuw zouden opstarten en de eens zo populaire Polaroid 600 films weer produceren en leveren. Na de doorstart van de laatste overgebleven fabriek werd onder de naam "The Impossible Project" met een team van experts bestaande uit oud-werknemers allereerst gewerkt aan het heruitvinden/herontwikkelen en op de markt brengen van hernieuwde en nieuwe soorten instantfilm voor de bestaande camerasystemen (het Polaroid 600 systeem).
Daarnaast en daarna brengen ze ook nieuwe en modernere, zelf ontworpen instantcamera's – die gebruik kunnen maken van de Polaroid 600 cassettes – op de markt, alsook diverse varianten op zowel de films als de camera's en andere producten met een klein verschil in concept (bijvoorbeeld instantfilm-cassettes zonder ingebouwde batterij, die dus alleen kunnen functioneren in de nieuw ontwikkelde camera die zelf een accu of batterij aan boord hebben) tot producten met ingrijpende verschillen en integratie met digitale fotografie. Het concept van de instant-foto blijft de voornaamste basis van het assortiment van de film-/fotoproducten en de camerasystemen die het bedrijf voert.

## Polaroid 300/Fujifilm Instax Mini 7S
Er ontstond medio 2010 ongenoegen bij The Impossible Project toen het bedrijf Polaroid de "Polaroid 300" camera introduceerde, dat feitelijk een rebranding van de bestaande Fujifilm-camera "Instax Mini 7S" was; deze maakte ook gebruik van een instant of "direct-klaar" film (genaamd en bekend als "Polaroid 300"), maar had niets te maken met de "Polaroid 600" fotocassettes en was er ook volstrekt niet compatible mee. Naar aanleiding van deze kwestie deed The Impossible Project op 29 april 2010 een officiële verklaring uitgaan waarin zij reageerden op de lancering van de Polaroid 300 en tevens hun ongenoegen over de gehele kwestie uitten.

## Zuid-Afrika
In 1970 ontdekte Caroline Hunter, die toen als scheikundige werkte bij Polaroid, dat "instant photograph technology" van Polaroid door het Zuid-Afrikaanse apartheidsregime gebruikt werd bij de administratie en de beruchte pasjesregeling om zwarte Zuid-Afrikanen te controleren en in hun bewegingsvrijheid te beperken. Zij werd ontslagen toen zij als activiste haar bedrijf in het openbaar ter verantwoording riep en vroeg zich hiervoor niet meer te laten lenen. De zevenjarige campagne die volgde en die uiteindelijk succesvol zou zijn, was het begin van de boycot- en desinvesteringsbeweging tegen apartheid in de Verenigde Staten. Ook raakte door deze campagne het Amerikaanse publiek op de hoogte van wat er in Zuid-Afrika gaande was.